# Derviş Eroğlu
Derviş Eroğlu (Famagusta, 1938) is een Turks-Cypriotisch politicus. Van 24 april 2010 tot 30 april 2015 was hij de derde president van de Turkse Republiek Noord-Cyprus. Hij was van 1983 tot 2006 politiek leider van de Nationale-eenheidspartij en was dat opnieuw tussen 2008 en 2010.

## Biografie
Derviş Eroğlu werd in 1938 in de Oost-Cypriotische kuststad Famagusta (Turks: Gazimağusa of Mağusa) geboren. Na de lagere school daar doorlopen te hebben ging hij naar Turkije om er hoger onderwijs te volgen. In de jaren zestig studeerde hij geneeskunde aan de Universiteit van Istanboel.
Tijdens zijn studie ontpopte Eroğlu zich als een Turks-Cypriotisch nationalist. Dit nadat Cyprus in 1960 onafhankelijk was geworden van het Verenigd Koninkrijk en in de jonge republiek etnische onlusten tussen Grieks- en Turkstalige Cyprioten uitbraken.
In 1963, na het behalen van zijn graad in de geneeskunde, keerde hij terug naar Cyprus. In zijn geboortestad Famagusta beoefende hij vijf jaar lang de geneeskunst. Hierna vertrok hij opnieuw naar Turkije, ditmaal om zich in de hoofdstad Ankara te specialiseren in urologie.
In de zomer van 1974 viel het Turkse leger zijn geboorteland binnen als reactie op een Griekse staatsgreep. De Turken veroverden een groot, noordelijk deel van het eiland en riepen er de Turkse Republiek Noord-Cyprus uit. Zo'n 200.000 Turken uit Turkije vestigden zich hierna in deze republiek, die tot op de dag van vandaag internationaal niet erkend wordt. Ook Eroğlu ging weer naar Noord-Cyprus en hij werd er politiek actief.
In 1976 werd hij parlementslid voor de in oktober 1975 door Rauf Denktaş opgerichte Nationale-eenheidspartij, vervolgens in 1976-1977 minister voor onderwijs, cultuur, jeugd en sport. In 1983, het jaar waarin Denktaş Noord-Cyprus soeverein had verklaard en zichzelf tot president had uitgeroepen, werd Eroğlu politiek leider van de UBP. Dit zou hij tot 2005 blijven en vanaf 2008 weer worden. In die eerste periode was hij driemaal minister-president (van 1985 tot 1994 en van 1996 tot 2004; in de tussentijd was hij oppositieleider) en in de tweede periode (vanaf mei 2009) werd hij dat opnieuw.
Op 18 april 2010 nam hij deel aan de presidentsverkiezingen. Deze won hij van zijn rivaal, zittend president Mehmet Ali Talat. Deze kreeg 42,8 procent van de stemmen tegenover 50,4 voor Eroğlu. Hij werd op 24 april 2010 geïnstalleerd.
In tegenstelling tot de pro-Europese Talat, die een federatief Cyprus voorstond, is Eroğlu voorstander van een tweestatenoplossing (wat de de facto situatie van Cyprus is), die door Grieks-Cyprus en de internationale gemeenschap wordt verworpen. Evenwel had hij aangegeven ‘niet weg te zullen lopen’ van vredesonderhandelingen met de Grieks-Cyprioten. In september 2008 waren deze onderhandelingen heropend onder toezicht van de Verenigde Naties.
In 2015 deed Eroğlu opnieuw mee aan de presidentsverkiezingen. Op 26 april nam hij het in de tweede ronde op tegen de als gematigd te boek staande Mustafa Akıncı. Deze won het van de zittend president en werd op 30 april beëdigd als diens opvolger. 
Eroğlu is getrouwd en heeft vier kinderen.